# Gunjō (canción)
"Gunjō " (群青, "Ultramarino") es una canción grabada por el dúo musical japonés Yoasobi. Fue lanzado el 1 de septiembre de 2020 como sencillo digital. La canción colaboró junto con el manga, Blue Period para el anuncio Bourbon's Alfort Mini Chocolate, y basado en Ao o Mikata ni., texto de la historia del anuncio de televisión de Alfort.

## Créditos

### Yoasobi
- Ayase – compositor
- Ikura – letras  y voz principal

#### Plusonica[4][5]
- Masa – chorus
- Tetsuto – chorus
- Kosei Nishiyama – chorus
- Narita Ayori – chorus
- Miki Maria – chorus
- Saki – chorus
- Hikari Codama – chorus
- Miku Motomatsu – chorus
- Natsumi – chorus
- Suzu – chorus

## Posicionamiento en listas

### Listas semanales
| Listas (2020–2021)                      | Posición máxima |
| --------------------------------------- | --------------- |
| Global 200 (Billboard)                  | 44              |
| Japan (Oricon Combined Singles)         | 10              |
| Japan (Oricon Digital Singles)          | 1               |
| Japan (Japan Hot 100)                   | 6               |
| US World Digital Song Sales (Billboard) | 14              |

### Listas de fin de año
| Lista (2020)          | Posición máxima |
| --------------------- | --------------- |
| Japan (Japan Hot 100) | 91              |